# Seevetal
Seevetal er en kommune i Landkreis Harburg, i den tyske delstat Niedersachsen. Den er beliggende omkring 20 km syd for Hamburg, og 15 km vest for Winsen. Hovedbyen er Hittfeld, og kommunen er opkaldt efter floden Seeve.
Kommunen blev oprettet 1. juli 1972, da 19 tidligere selvstændige kommuner blev sammenlagt til Seevetal.
De 19 landsbyer i Seevetal er:
- Beckedorf
- Bullenhausen
- Emmelndorf
- Fleestedt
- Glüsingen
- Groß Moor
- Helmstorf
- Hittfeld
- Holtorfsloh
- Horst
- Hörsten
- Klein Moor
- Lindhorst
- Maschen
- Meckelfeld
- Metzendorf
- Ohlendorf
- Over
- Ramelsloh

Flere af byerne har en lang historie, Ramelsloh er nævnt tilbage til 845, Maschen nævnes i officielle dokumenter i 1294, og Hittfeld fejrede sit 900 års jubilæum i juni 2007. St. Mauritius-kirken i Hittfeld stammer fra det 12. århundrede.

## Venskabsbyer
- Decatur, Illinois USA.